# جون فيلتون
جون فيلتون (بالإنجليزية: John Felton)‏ هو راكب الكنو أسترالي، ولد في 5 ديسمبر 1960.

## وصلات خارجية
- جون فيلتون على موقع أوليمبيديا (الإنجليزية)
- جون فيلتون على موقع اللجنة الأولمبية الأسترالية (الإنجليزية)